# 日本仏教協会
一般社団法人日本仏教協会（にほんぶっきょうきょうかい）は、兵庫県姫路市書写にある光明寺の住職・中根善弘(高野山真言宗・2007年得度)によって、2017年に創立された一般社団法人。
『日本仏教を守る』『僧侶を守る』『寺院を守る』を三本の柱とし活動している。
具体的には、後継者や経営に悩んでいる寺院の救済やサポート、僧侶になりたい一般の方へ修行先や師僧の紹介などのサポートを行っている。
一般の方の興味の低下や、宗教離れにより日本仏教が少しずつ衰退していることを危惧し、日本仏教を一般の方に少しでも興味をもって頂くための活動を主とし、寺院を広く開放しイベントを行うための企画・運営、仏教の教えを取り入れた企業研修の実施、日本仏教検定（通称「仏検」）の実施をしている。それぞれの活動の詳細は下記を参照。
また、仏式葬儀を正しく執り行うための独自資格である「仏教葬祭アドバイザー」を葬儀社に向けて提案している。これは昨今増加している直葬や一日葬を減らし、仏式葬儀本来の形式である通夜式を行ってほしいという啓蒙活動である。認定されたアドバイザーが在籍している葬儀社は「優良葬儀社」として同協会のHPにて紹介している。
なお、大多数の寺院が所属する公益財団法人 全日本仏教会とは一切関係がない。

## 『日本仏教を守る』
日本仏教衰退の大きな原因は関心の低下だと思われる。
日本仏教協会では、寺院に対するある種の近づきがたさを払拭するためイベントの企画など寺院や僧侶と一般の方の交流を図っている。イベント開催などで寺院を訪れ親しみを覚えてほしいというねらいがある。
また、寺院でのイベントを企画している企業に寺院を紹介する活動も行っている。寺院でのコンサート・婚活イベントや企業研修もその一環である。いずれも寺院や僧侶を身近に感じ、日本仏教に興味関心を持つことが日本仏教を守ることにつながると考えている。

## 『僧侶を守る』
日本仏教協会では僧籍を持ち、寺院に所属がなくともきちんと僧籍がある僧侶である事を保証する証明証を発行している。現在、寺院に所属がない僧侶でも、きちんと僧籍があることをこれによって証明が可能であり、法務のさい葬家や葬儀社、霊園に僧籍を証明できる。
また、僧侶を志す人に修行の門戸を開き在家から僧侶を目指すサポートをしている。同様に、寺院を持ちたい僧侶と後継者を探している寺院や空いている寺院とを紹介し、寺院を持ったのちも維持管理の相談などを行っている。
僧侶はどうしても宗派に分けられてしまうが、日本仏教協会では僧侶の交流の場として勉強会やセミナーを開催している。勉強会では宗派の壁を越えて僧侶の横のつながりを作れるほか、仏教の話だけではなく法務の注意や失敗談などの共有により、より信頼のおける僧侶の育成につながっている。

## 『寺院を守る』
現在、檀家の減少や後継者問題などにより寺院の存続が困難であったりすでに空き寺となっている寺院も多い。予算不足から災害や老朽化での破損を修理しきれないなどの問題もある。これらの問題や何らかのトラブルに巻き込まれた際に寺院が頼れる場所として日本仏教協会は支援に当たっている。日本仏教協会ではこれらの問題に対し、寺院へ企画改善策の提供や後継者のマッチング、しかるべき相談機関や専門家への紹介・手続きの支援などを行っている。
寺院の為の駆け込み寺となるよう、様々な問題の解決や悩みの相談にともに考え活動している。
また、寺院を地域コミュニティの場として開放し、災害時には緊急避難所とするなど地元や自治体と連携し、子供たちに寺子屋として勉強する場所を提供するという活動をしている。熟や予備校とも提携し、静かな環境で勉強に集中する姿勢や僧侶との交流などにより子供のころから寺院や仏教に対する興味関心を養い、寺院を身近な場所として親しみを持ってもらいたいと考えている。

## 寺院でのイベント企画運営
前述の寺院を広く開放したイベントには以下のようなものがある。
これらは一般の方々が感じている寺院に対する敷居の高さを払拭し、より気軽に寺院に足を運んで頂きたいと企画されたものである。
- お寺で音楽コンサート「寺奏」
- 滝行
- お寺で婚活「寺コン」
- 座禅会
- 写経会
- 写仏会
- 精進料理教室
- 水引結び体験
- 一日修行体験

等
いずれのイベントも寺院を身近に感じ、純粋に寺院のファンとなってほしいというコンセプトである。
また、寺院からイベントを開催したいという相談や寺院でのイベント開催を企画する企業をつなぐ活動、一般の方への寺院紹介など寺院や一般の方の懸け橋となるような活動をおこなっている。

## 寺院での企業研修
企業向けに寺院にて新人研修・幹部研修を開催している。現職僧侶が講師を務め法話が聞けるほか、座禅や読経を行う。
寺院という静かで哲学的な環境が精神を落ち着け、修行の一部を体験することにより連帯感や忍耐力を養う場所として最適である。寺院での企業研修は座禅や正座での読経など忍耐力を要するものが多いが、得られる達成感は通常の企業研修に比べて大きいものがある。
また、2019年には「苦あれば、楽あり」をコンセプトとした企業研修を開催。これはつらいことの後には（頑張った後には）良いことがあるというマインドセットを身につけることが目的である。新人研修・幹部研修・禁煙研修などのテーマに合わせた研修を積極的に開催し2022年は「仏教×リゾート地南紀白浜」として日本初のリゾート地で行う仏教を用いた企業研修や歴史ある高野山のお寺と茨城県のお寺で大手企業の新人研修開催を開催している。

## 日本仏教検定
日本仏教検定（通称「仏検」)は、日本仏教の基礎知識と仏教のお葬式の基礎知識を学び、高める検定として日本仏教検定「仏検3級」の申込みを平成29年11月1日より開始。本検定は現職僧侶監修のもと作成されている。
本検定は、問題を自宅等でインターネットや書籍で学びながら解答する形式で、特定の会場での受験を必要としない。解答後は同事務局に郵送し採点。採点結果により認定される。
調べながら解答することにより、様々な仏教の知識に触れながら少しでも多く興味をもってもらうことが目的。ゆえに受験に関して年齢などの制限は一切なく、教養としての側面が強い。
現在日本仏教検定は以下がある。
- 「仏検3級」 : 日本仏教の初歩的な知識の穴埋め50問
- 「仏検2級」 : 日本仏教の初歩的な知識の一問一答50問
- 「仏検1級」 : 設題をレポートにまとめて回答する

3級の認定を受けると2級を受験でき、2級の認定を受けると1級の受験が可能になる。

## 仏教葬祭アドバイザー
日本仏教協会が独自に認定している葬儀社向けの資格。内容的には葬祭・終活関係者対象だが、興味があれば誰でも受験は可能である。
直葬や一日葬が増えている中、仏教の正しい葬儀形式をその意義とともに提案できる葬儀担当者であることを証明するもの。仏教の教えにのっとった葬儀を正しく理解し、葬家に提案することで安心して故人を見送ってほしいという思いから考案された資格である。
内容は現職僧侶監修で仏式葬儀の基本から宗派ごとの作法など、実践的で葬儀担当者なら身につけておいて損はないもの。受験は特に会場などを設けてはおらず、届いた問題を各自学習しながら期限内に解答する形式となっている。これにより、スケジュール調整が難しい葬儀社担当者でも知識を深めつつ受験することが可能。解答後、基準点に達していれば「仏教葬祭アドバイザー」として認定。個人認定証・カード型認定証を送付する。
認定後は年に２回開催予定の勉強会に参加が可能で、時世に合わせた講演などでより知識を深める機会がある。業務的な観点から言えば仏教葬祭アドバイザー資格は葬儀の際だけではなく、仏具・法事・お墓など葬儀後にも活用が期待できる。
また、仏教葬祭アドバイザー有資格者が１名以上在籍している葬儀社（営業所ごと）を「優良葬儀社」として認定。認定証の送付や、同協会HPにて優良葬儀社として紹介・自社HPへのリンクを行うことができる。

## メディア出演
- 読売新聞社「読売新聞　シングルスタイル」
- エフエム秋田「Mix」
- 九州朝日放送「サワダデース」
- テレビ朝日「スーパーJチャンネル」
- NHK「クローズアップ現代+」
- テレビ朝日「世界が驚いたニッポン! スゴ〜イデスネ!!視察団」
- フジテレビ「直撃LIVE グッディ!」
- 毎日放送「ミント」
- 朝日新聞出版「朝日新聞ウィークリー AERA」
- 興山舎「月刊住職」
- 株式会社鎌倉新書「月刊仏事」
- 日本海テレビジョン放送

## 書籍
- 「日本仏教葬儀」平成30年9月1日発行
- 「極楽浄土はありません：僧侶が語る本当の葬儀」令和4年2月22日発行